# 白刺菊
白刺菊（学名：Schischkinia albispina）是菊科白刺菊属的植物。分布于伊朗、俄罗斯以及中国大陆的新疆等地，常生长在沙地，目前尚未由人工引种栽培。